# هونگ یو جین
هونگ یو جین (کره‌ای: 홍여진؛ زادهٔ ۵ فوریه ۱۹۵۸) بازیگر اهل کره جنوبی است. خانوادهٔ هونگ در سال ۱۹۷۷ به کالیفرنیا، ایالات متحده آمریکا مهاجرت کردند و هونگ یو جین به عنوان گزارشگر پخش و مدل تبلیغاتی در لس آنجلس در سال ۱۹۷۸ فعالیتش را آغاز کرد. هونگ حرفهٔ بازیگری خود را در سال ۱۹۸۷ آغاز کرد و از آن زمان تاکنون در فیلم‌ها و مجموعه‌های تلویزیونی مشغول فعالیت بوده‌است. او نجات یافته‌ای از سرطان پستان است.